# Feliniopsis hosplitoides
Feliniopsis hosplitoides là một loài bướm đêm trong họ Noctuidae.